# Димитър Ташев (зоолог)
Димитър Георгиев Ташев е български зоолог ентомолог, професор в Софийския университет, доктор на биологическите науки.

## Биография
Роден е на 4 септември 1927 г. в София. През 1951 г. завършва биология в Софийския университет. Работи в Биологическия факултет на Софийския университет от 1955 г. През 1965 г. е избран за доцент, а от 1982 г. е професор и доктор на биологическите науки. От 1969 до 1984 г. ръководи катедрите по зоология на безгръбначните животни, екология и опазване на природната среда, методика на обучението по биология, зоология и антропология. През 1979 – 1984 г. е декан на Биологическия факултет, заместник-директор на Единния център по биология при Българска академия на науките и член на Академичния съвет на Софийския университет. От 1967 до 1969 г., по покана на Кубинската академия на науките, работи в Куба. Умира на 20 юни 1984 г. в София.

## Научна дейност
Занимава се с изучаването и изследването на таксономията, биологията и разпространението на листните въшки, установява нови за България видове и родове, водоразтворими белтъци и антигени на различни групи безгръбначни животни.

## Научни трудове
- „Листни въшки (Aphidodea) от България – таксономия, биология и разпространение“ (1981)
- „Списък на листните въшки от България“ (1984)
- „Каталог на растенията гостоприемници на листните въшки от България“ (1985, посмъртно)